# 邱文光
邱文光（1928年—1990年），中華民國（台灣）政治人物，苗栗縣頭屋鄉人，畢業於國立臺灣大學政治系。曾任苗栗縣民政局長、中國國民黨臺東縣黨部主委，後代表國民黨當選為第七、八屆苗栗縣縣長。。